# Rifflkarspitze
Die Rifflkarspitze ist ein 3219 m ü. A. hoher Berg in den Ötztaler Alpen in Tirol. Er befindet sich im Hauptkamm des Glockturmkamms, zwischen Rotschragen- und Riffljoch. Bei beiden Jochen handelt es sich um Übergänge zwischen dem Kaunertal im Osten und dem Radurschltal im Westen, einem Seitental des Inntals, das bei Pfunds abzweigt. Am Gipfel zweigt ein längerer Seitenkamm vom Hauptkamm ab, dieser verläuft zunächst nach Osten, im weiteren Verlauf nach Nordosten. Mit Höhlenspitze (3200 m), Kaisergratspitze (3215 m), Halsle (2866 m), Gratfernerköpfle (3003 m) und Plangerossspitze (2943 m) ragen in diesem Kamm weitere Gipfel auf.
Der leichteste Anstieg führt in einer viertel Stunde vom Riffljoch (3146 m) über den Südgrat. Diese unschwierige Route führt über den flachen Gratrücken nordwärts über Geröll zum Gipfel. Das Riffljoch kann vom Hohenzollernhaus im Westen in 3 Stunden erreicht werden, dieser Anstieg führt allerdings über den Hüttekarferner zum Joch und erfordert entsprechende Ausrüstung. Alternativ ist das Joch vom Kaunertal im Osten aus zu erreichen. Vom Gepatschhaus benötigt man dafür 3½ Stunden, vom Parkplatz Riffltal 2½ Stunden.